# Route nationale 446
Pour les articles homonymes, voir Route 446.
La route nationale 446, ou RN 446, était une route nationale française reliant Versailles à Nangis. Actuellement[Quand ?], elle est limitée à une bretelle reliant la Francilienne à Courcouronnes.

## Itinéraire
- Échangeur entre RN 446 et RN 104
- Carrefour giratoire entre RN 446 et RD 446

## Historique
À l'origine la RN 446 possédait un tracé pour le moins original : elle reliait Versailles à Nangis, en passant par Corbeil-Essonnes et Melun. Cependant, elle fut au cours du temps considérablement réduite : en 1972 elle fut transformée en F18 (future RN 118) entre Saclay et Orsay. En 1978, son tronçon entre Melun et Nangis fut renommé en RD 408 à la suite des renumérotations de l'époque. Au début des années 1980, la section entre Linas et Courcouronnes est déclassé en RD 46 à la suite de l'aménagement de la future RN 104, qui reprit dans un premier temps le numéro de RN 446. Quelques années plus tard c'est l'ensemble de son trajet situé dans les Yvelines entre Versailles et Saclay qui fut déclassé en RD 446.
2004 vit de nombreux changements, avec le déclassement en RD 346 entre Melun et Nandy le déclassement en RD 46 entre Orsay et Marcoussis, et en RD 446 entre Courcouronnes et Corbeil-Essonnes.
La RN 446 ne « survivait » alors donc plus que sur 3 km entre Saclay et Jouy-en-Josas, et sur 6 km entre Corbeil et Nandy. Ces deux derniers tronçons ont été transférés au département de l'Essonne et sont désormais numérotés RD 446.
Aujourd'hui, seul un petit tronçon de la Francilienne continue de porter le nom de RN 446 : il s'agit de la bretelle de la sortie 36 qui, depuis la Francilienne, permet de rejoindre le rond-point du Traité de Rome à Courcouronnes. Ce petit tronçon (500 m de long) n'est pas relié au premier tracé de la route mais seulement à celui dévié lors de l'aménagement de la ville nouvelle d'Évry.
Voir le tracé de la RN446 sur GoogleMaps

## Localités traversées
Les communes traversées sont (RN 446, RD 446, RD 46, RD 346, RD 408) :
- Versailles (RD 446) (km 0)
- Jouy-en-Josas (km 5)
- Le Christ-de-Saclay, commune de Saclay
- Orsay (km 14)
- La Folie Bessin
- Marcoussis
- Montlhéry (km 24)
- Longpont-sur-Orge
- Saint-Michel-sur-Orge
- Sainte-Geneviève-des-Bois (km 29)
- Courcouronnes
- Corbeil-Essonnes (km 45)
- Saint-Pierre-du-Perray
- Saintry-sur-Seine (RD 346)
- Sénart
- Nandy
- Cesson
- Melun (RD 408) (km 63)
- Châtillon-la-Borde
- La Chapelle-Gauthier (km 81)
- Fontenailles
- Nangis (km 90)